# Weingut Weltner
Das Weingut Weltner befindet sich in der unterfränkischen Gemeinde Rödelsee im deutschen Weinanbaugebiet Franken. Es produziert auf 11 Hektar Rebfläche etwa 70.000 Flaschen Wein jährlich. Das Weingut ist Mitglied des Verbandes Deutscher Prädikatsweingüter (VDP).

## Geschichte
Die Tradition des Weingutes reicht bis ins 16. Jahrhundert zurück, am Standort Rödelsee seit vier Generationen. Mittlerweile trägt mit Paul Weltner die 15. Generation die Verantwortung.

## Weinlagen und Rebsorten
Die wichtigsten Lagen des Weingutes Weltner befinden sich überwiegend auf Rödelseher Gemarkung im Steigerwaldvorland: „Küchenmeister“ mit der „Hoheleite“ als Filetstück und die Schwanleite. Auch in der angrenzenden Iphöfer Lage „Iphöfer Julius-Echter-Berg“ ist Weltner begütert. „Hoheleite“ erfüllt die VDP Anforderung „Große Lage“ und befindet sich auf einer Gipskeuper-, mit Benk-Formation und Myophorienschichten. Die Gewannbezeichnung „Hoheleite“ existiert seit dem 18. Jahrhundert.
Das Weingut produziert rund 55 % Silvaner, 15 % Riesling und 10 % Scheurebe, der Rest verteilt sich auf Weißburgunder, Sauvignon Blanc und Spätburgunder.

## Auszeichnungen (Auswahl)
- 4 Sterne Eichelmann Weinführer 2022[1]
- Vinum Weinguide: Bester Silvaner Deutschlands: Hoheleite Sylvaner 2020 VDP „Grosse Lage“.[3]
- 5 Sterne Falstaff Weinguide Deutschland 2018[4]